# دورهمسانی
دورهمسانی (به انگلیسی: Teleparallelism) (همچنین با نام گرانش دورهمسان خوانده می شود) تلاشی از جانب آلبرت اینشتین در جهت پایه ریزی نظریه یکپارچه الکترومغناطیس و گرانش بر مبنای ساختار ریاضی همسانی دور می باشد. در این نظریه یک فضازمان با یک اتصال خطی بدون خمش در ارتباط با یک میدان تانسور متریک مشخص می گردد.